# Calopteryx angustipennis
Espèce
Synonymes
- Calopteryx elegans Hagen in Selys, 1853
- Sylphis angustipennis Hagen in Selys, 1853
- Sylphis elegans Hagen in Selys, 1853

Statut de conservation UICN

 LC  : Préoccupation mineure
Calopteryx angustipennis (nom anglais : Appalachian jewelwing) est une espèce d'insectes odonates. Elle est trouvée dans l'est et le nord-est de l'Amérique du Nord, au niveau du massif des Appalaches et remontant au Nord jusqu'à l'État de New York.